# Villa Roulet
Villa Roulet es una localidad argentina ubicada en el departamento Eldorado de la Provincia de Misiones. Depende administrativamente del municipio de Eldorado, de cuyo centro urbano dista unos 6 km.
La localidad se desarrolla sobre la ruta Nacional 12, que la vincula al norte con Eldorado y al sur con Montecarlo. Se encuentra a 2 km de la urbanización de Eldorado más cercana, por lo que funciona en la práctica como un barrio de dicha ciudad.

## Toponimia
Debe su nombre al inmigrante suizo Marc Étienne Roulet, dueño del secadero de yerba mate a partir del cual se desarrolló la población. Llevan su nombre también la escuela y plaza del lugar.

## Historia
En 1938 Esteban Roulet se radicó en Eldorado y construyó un secadero en torno al cual se levantó el barrio Roulet.